# Tenreks
De tenreks (Tenrecidae) zijn een familie van zoogdieren binnen de orde Afrosoricida. Tenreks werden, net als goudmollen, de andere familie van de orde, vroeger tot de insecteneters gerekend. Moleculair genetische onderzoeken hebben aangetoond dat ze tot de, qua uiterlijk uiterst heterogene, superorde Afrotheria behoren. De wetenschappelijke naam van de familie werd in 1821 gepubliceerd door John Edward Gray.
De tenreks vullen een grote verscheidenheid aan niches op Madagaskar, waar ze een klassiek voorbeeld vormen van adaptieve radiatie. Er zijn soorten die lijken op spitsmuizen en egels, maar ook die gelijkenissen vertonen van mollen en otters. In totaal zijn er acht geslachten met 31 soorten. Die komen allemaal alleen op Madagaskar voor. Tevens zijn er een aantal uitgestorven geslachten en soorten.
De Otterspitsmuizen (Potamogalidae) werden tot 2016 als onderfamilie van deze familie gerekend, maar uit onderzoek bleek dat het beter als aparte familie gerekend kon worden.

## Soorten
De familie omvat de volgende geslachten en soorten:
- Onderfamilie Protenrecinae †
  - Geslacht Erythrozootes †
  - Geslacht Protenrec †
- Onderfamilie Echte tenreks (Tenrecinae)
  - Geslacht Echinops
    - Kleine egeltenrek (Echinops telfairi)

  - Geslacht Hemicentetes
    - Zwartkoptenrek (Hemicentetes nigriceps)
    - Gestreepte tenrek (Hemicentetes semispinosus)

  - Geslacht Setifer
    - Grote egeltenrek (Setifer setosus)

  - Geslacht Tenrec
    - Gewone tenrek (Tenrec ecaudatus)
- Onderfamilie Rijsttenreks (Oryzorictinae)
  - Geslacht Spitsmuistenreks (Microgale)
    - Microgale brevicaudata
    - Microgale cowani
    - Microgale drouhardi
    - Boomspitsmuistenrek (Microgale dryas)
    - Microgale fotsifotsy
    - Microgale gracilis
    - Microgale grandidieri
    - Microgale gymnorhyncha
    - Microgale jenkinsae
    - Microgale jobihely
    - Langstaarttenrek (Microgale longicaudata)
    - Microgale majori
    - Watertenrek (Microgale mergulus)
    - Microgale monticola
    - Microgale nasoloi
    - Microgale parvula
    - Microgale principula
    - Microgale pusilla
    - Microgale soricoides
    - Microgale taiva
    - Microgale thomasi

  - Geslacht Nesogale
    - Nesogale dobsoni
    - Nesogale talazaci

  - Geslacht Oryzorictes
    - Rijsttenrek (Oryzorictes hova)
    - Viervingerige rijsttenrek (Oryzorictes tetradactylus)
- Onderfamilie Aardtenreks (Geogalinae)
  - Geslacht Geogale
    - Geogale aletris†
    - Aardtenrek (Geogale aurita)

  - Geslacht Parageogale†